# Fujiwara no Kanezane
Fujiwara no Kanezane (藤原 兼実, 1149 - 3 de maig, 1207), també conegut com a Kujō Kanezane (九条 兼実), és el fundador de la família Kujō (amb l'impuls de Minamoto no Yoritomo), encara que algunes fonts citen com a Fujiwara no Morosuke (908-960) com a fundador.
Kanezane va organitzar la compilació del Kitano Tenjin Engi, la història del Kitano Tenmangū (Santuari Kitano).
L'abril de 1186 es va convertir en Sessho i Kampaku (regent) el 1189 va ser nomenat ministre en cap.
Descendent de la línia de Fujiwara no Michinaga, era fill de Fujiwara no Tadamichi, i el seu germà, Jien va ser l'autor de l'obra històrica Gukanshō.
Entre els seus fills hi havia Kujō Yoshimichi (九条 良道, 1167–1188), Kujō Yoshisuke (九条 良輔, 1185–1218), Kujō Yoshihira (九条 良平, 良平, 12140)5–12140.
El 1202 es va ordenar monjo budista sota Hōnen i va assumir el nom del Dharma Enshō (円証).

## Família
- Pare: Fujiwara no Tadamichi
- Mare: Kaga no Tsubone
- Esposes i fills: 
  - Esposa: Tomoko Fujiwara, filla de Sueyuki Fujiwara 
    - Kujō Yoshimichi (1167–1188) [Kujō Ninshi | Takako Fujiwara (1173–1239) Casat Emperador Go-Toba

  - Esposa: Akisuke Fujiwara's Filla 
    - Ryoan (1179–1220)
    - Kujō yoshihira (1184–1240)
- HachiJoin-no-Tsubone 
  -     - Yoshisuke Kujō (1185–1218)

  - Desconegut 
    - Ryokai
    - Ryoji
    - filla casada Shinran